# Svetoslav Ďakov
Svetoslav Ďakov (bulharsky Светослав Дяков; * 31. května 1984 Blagoevgrad, Bulharsko) je bulharský fotbalový záložník a reprezentant, který hraje v bulharském klubu Ludogorec Razgrad.

## Klubová kariéra
Po vypršení kontraktu s Lokomotiv Sofia podepsal 4. června 2011 dvouletou smlouvu s bulharským klubem Ludogorec Razgrad. S ním získal tři tituly v nejvyšší bulharské lize (sezóny 2011/12, 2012/13, 2013/14) a triumfy v bulharském fotbalovém poháru (2011/12, 2013/14) i bulharském Superpoháru (2012). Stal se také kapitánem mužstva.
V prvním zápase druhého předkola Ligy mistrů UEFA 2013/14 17. července 2013 nastoupil proti slovenskému celku ŠK Slovan Bratislava a obdržel žlutou kartu. Ludogorec vedl 1:0, ale Slovanu se povedl obrat a zvítězil 2:1.

## Reprezentační kariéra
Ďakov působil v letech 2004–2005 v bulharském reprezentačním výběru v kategorii do 21 let. Do A-mužstva Bulharska byl poprvé nominován 14. února 2012 pro přátelský zápas s Maďarskem. 29. února 2012 ve věku 27 let si tedy zaknihoval debut proti Maďarsku, kde se asistencí podílel na remíze 1:1.